# Banca Tatuí
A Banca Tatuí é uma livraria brasileira, fundada em 2014 pela editora Lote 42 dentro de uma típica banca de revistas de São Paulo. É a primeira inteiramente dedicada à títulos independentes do Brasil.
A livraria está localizada no centro de São Paulo, mais especificamente na Rua Barão de Tatuí, via conhecida pelos bares, restaurantes e cafés. A Banca Tatuí distribui publicações de editoras, artistas e coletivos independentes. Desde 2016, a Banca Tatuí tem um jardim no telhado.
Considerada pioneira de um movimento de revitalização de bancas de rua, a Banca Tatuí inspirou iniciativas similares, como a Banca Vera, de Juiz de Fora (MG).
A porta da banca tem um mural desenhado pelo quadrinista Felipe Parucci pintado ao vivo no feriado de aniversário da cidade de São Paulo de 2024.

## Prêmios e reconhecimentos
Em 2018, a Banca Tatuí venceu o Prêmio Milton Santos da Câmara Municipal de São Paulo. Nesse mesmo ano, foi inaugurada a Sala Tatuí, também na rua Barão de Tatuí, em São Paulo, dedicada a cursos de publicação.